# 92e groupe de reconnaissance de division d'infanterie
Le 92e Groupe de Reconnaissance de Division d'Infanterie est une unité militaire française de la seconde Guerre mondiale.

## GRCA et GRDI
Les groupes de reconnaissance des corps d’armée (GRCA) et des divisions d’infanterie (GRDI) formés par des escadrons mixtes de cavalerie (motorisée et hippomobile) ont été créés par note de l’état major de l’armée le 6 mai 1923, pour assurer aux grandes unités (corps d’armée, divisions d’infanterie, régions fortifiées) :
- La recherche du renseignement
- La prise de contact avec l’ennemi
- La sûreté

## Origine du92eGRDI
Le 92e groupe de reconnaissance de division d'infanterie est mis sur pied à partir des effectifs du  9e régiment de dragons d'Épernay et du centre mobilisateur de cavalerie no 26, tout comme le 3e groupe de reconnaissance de division d'infanterie.
De type normal, le 92e GRDI est créé dans la nuit du 22 au 23 août 1939[réf. souhaitée], puis rattaché à la  2e division d'infanterie nord-africaine.
L’état major et le peloton de commandement étaient dirigés par le chef d’escadron puis lieutenant-colonel de Boissieu, et ses adjoints le capitaine Prioux et le capitaine Vinchon dès mars 1940. L’escadron hors rang (EHR) était à la charge du capitaine Loesch, l’escadron hippomobile au capitaine Barazer, l’escadron moto aux capitaines Sonolet, au lieutenant d’Hérouville en février 1940 puis au capitaine Salverte le 25 mai 1940. L’escadron mitrailleuses et canons de 25 mm était aux ordres du capitaine Vinchon, puis du capitaine de Tauriac (mars 1940).
Rattaché à la Ire Armée française commandée par le général Blanchard, il est placé à la disposition du  3e Corps d'Armée (CA) du général Fornel de La Laurencie.
Ce Corps d'Armée se composait de la 1re division d'infanterie motorisée (DIM) et de la 2e division d'infanterie nord-africaine du général Dame, à la laquelle le 92e GRDI est rattaché.

## Historique
Offensive de la Sarre
- 3 septembre 1939 : Le 92e GRDI est dirigée d'Épernay sur Mangiennes, dans la Meuse et mis en position défensive sur le front de Meurthe-et-Moselle Cosnes-et-Romain - Longwy, où il rejoint, en Moselle, la 2e DINA dans la région de Bouzonville[1].
- 5 au 30 novembre 1939 : Coups de main et contre-attaque en Moselle, dans le secteur de Neukirchen - le long de la Nied - Altroff – Guerstling - Henning - Oberdorff et Tromborn[1]
  - 5 au 15 septembre : Combats à Neukirchen et Guerstling[1]
  - 20 septembre au 30 octobre  : Combats à Guerstling – Château-Rouge[1]
  - 31 octobre au 3 novembre  : Combats à Guerstling – Lautenberg[1]

Drôle de guerre
- Décembre 1939 au 10 mai 1940 : Stationnement et réorganisation à Metz et embarquement pour  Raismes dans le Nord[1].

Combats en Belgique et bataille de France
- 10 mai 1940 : les éléments motorisés arrivent en Belgique et occupent le front de la Dyle sur la ligne Wavre-Bierges-Limal-Limelette[1]
- 12 et 13 mai 1940 : le GR occupe le front Roux-Miroir-Sart Risbart. Le groupe violemment attaqué sur Jauche, décroche[1].
  - 13 mai : Combats à Jauche[1]
- 14 et 15 mai 1940 : le GR se regroupe à Rofessart[N 1] et Couture-Saint-Germain[1]
- 16 et 17 mai 1940 : renforcé d'un peloton moto belge le Groupe opère des actions de retardatrice sur l'axe Noirhat-Glabais– Lillois-Witterzée– Bois-Seigneur–Isacc permettant à la 2e DINA de repasser le canal de Charleroi[1]
  - 17 mai : Combats à Glabais– Lillois-Witterzée– Bois-Seigneur–Isacc[1]
- 18 et 19 mai 1940 : regroupement à Chièvres, passage de la frontière Franco-Belge, repli sur Raismes et se met en position défensive dans le secteur de Saméon[1].
- 20 et 21 mai 1940 : les éléments motorisés sont mis à la disposition du Corps de Cavalerie à Hénin Liétard. L'escadron hippomobile reste avec la 2e DINA[N 2].
- 21 et 22 mai 1940 : les éléments motorisés poussent jusqu'à Saint-Pol-sur-Ternoise et Béthune où le groupe d'armée du général Pierre Billotte leur donne l'ordre d'organiser un point d'appui sur Pernes-Lillers[1]
- 22 au 24 mai 1940 : le 92e prend des positions défensives successives à Thiennes sur le canal d'Aire, à Saint-Omer, Blaringhem–Wardrecques où il est violemment attaqués. Il se replie sur Neuf et Vieux Berquin puis Armentières, et Izenberge près de Furnes[1]
  - 23 mai : Combats à Blaringhem–Wardrecques[1]
- 25 au 27 mai 1940 : Complété avec des éléments du 1er groupe de reconnaissance de corps d'armée[2], il rejoint la 2e DINA dans la région de Lille puis il est mis à disposition du général Falgade commandant le camp retranché de Dunkerque, où il tient la ligne sur le canal de la Basse Colme et le canal des Chats[1].
- 28 au 31 mai 1940 : le 92e tient la ligne Houke-Uxem-Wareghem-Bruges[1].
- Le 31 mai le 92e GRDI passe sous les ordres du général Louis Janssen commandant la 12e division d'infanterie motorisée[1]
- 31 mai au 3 juin 1940 : le GR résiste à l'offensive allemande et contre-attaque jusqu'à l'ordre de repli général sur Dunkerque[1].
  - 31 mai au 3 juin : combats à Folie-Houke et le canal des Chats[1]
- 4 juin 1940 : Après avoir perdu 47 % de son effectif et la totalité de son matériel, le 92e groupe de reconnaissance de division d'infanterie est capturé[1].

## Citations
Collective à l’ordre de l’armée avec attribution de la Croix de Guerre avec Palme (Escadron à Cheval)